# Pkgsrc
pkgsrc (abreviatura en inglés de package source) es un sistema de gestión de paquetes de software para sistemas operativos tipo Unix. 
Fue una derivación de la colección de ports de FreeBSD en 1997 como el sistema de gestión de paquetes primario para NetBSD. Desde entonces evolucionó independientemente: en 1999 se agregó el soporte para Solaris, luego siguieron soportes para otros sistemas operativos, como por ejemplo DragonFly BSD que desde la versión 1.4 utiliza pkgsrc como su sistema de paquetes oficial.

## Sistemas operativos soportados
- NetBSD, agosto de 1997
- Solaris, marzo de 1999
- GNU/Linux, junio de 1999
- Darwin Mac OS X, octubre de 2001
- FreeBSD, noviembre de 2002
- OpenBSD, noviembre de 2002
- IRIX, diciembre de 2002
- BSD/OS, diciembre de 2003
- AIX, diciembre de 2003
- Interix, marzo de 2004
- DragonFlyBSD, octubre de 2004
- OSF/1, noviembre de 2004
- HP-UX, abril de 2007
- QNX, octubre de 2007